# Kremnické Bane
Kremnické Bane (Hongaars: Jánoshegy, Duits  Johannesberg) is een kleine Slowaakse gemeente in de regio Banská Bystrica, en maakt deel uit van het district Žiar nad Hronom.
Kremnické Bane telt 257 inwoners.

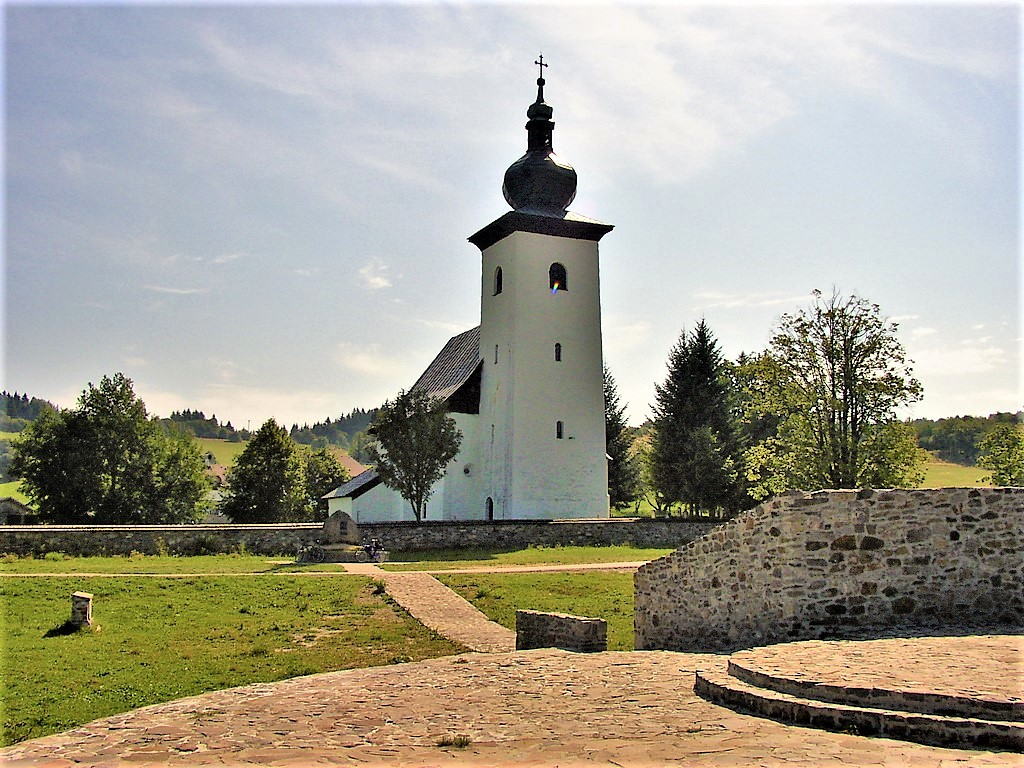
Kerk van de Heilige Johannes bij het middelpunt van Europa

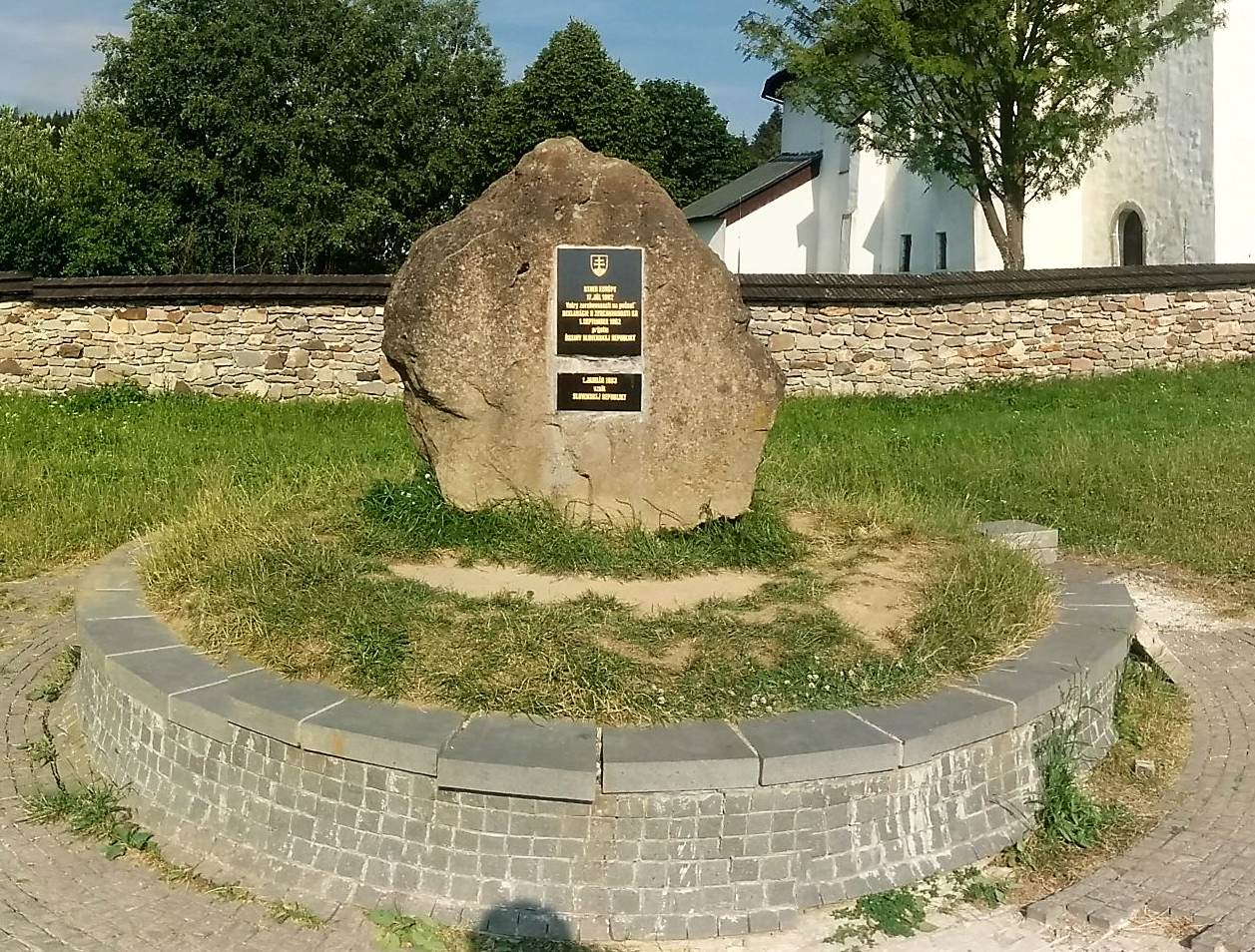
Geografisch middelpunt monument in Kremnické Bane

De gemeente ligt vier kilometer ten noorden van de stad Kremnica op een bergpas tussen de Pohronie en Turiec in den Kremnitzer Bergen, aan de provinciale weg 65 tussen Žiar nad Hronom en Martin.
De plaats werd voor het eerst genoemd in 1361 als Villa Johannis en was van oorsprong een Duits dorp. Van 1980 tot 1992 maakte het deel uit van Kremnica.
Er zijn enkele mijnbouwwerken in de plaats (bijvoorbeeld een historisch aquaduct); er is ook een kleine kerk van de heilige Johannes (13e eeuw), die ook een van de mogelijke geografisch middelpunten van Europa is.
Bij de volkstelling van 2011 woonden er Slowaken (84,03%), Duitsers (6,08%) en anderen (9,89%) in Kremnické Bane. Ongeveer driekwart van de bewoners is Rooms-Katholiek.
Bartošova Lehôtka · Bzenica · Dolná Trnávka · Dolná Ves · Dolná Ždaňa · Hliník nad Hronom · Horná Ves · Horná Ždaňa · Hronská Dúbrava · Ihráč · Janova Lehota · Jastrabá · Kopernica · Kosorín · Krahule · Kremnica · Kremnické Bane · Kunešov · Ladomerská Vieska · Lehôtka pod Brehmi · Lovča · Lovčica-Trubín · Lúčky · Lutila · Nevoľné · Pitelová · Prestavlky · Prochot · Repište · Sklené Teplice · Slaská · Stará Kremnička · Trnavá Hora · Vyhne · Žiar nad Hronom